# Список керівників держав 519 року
Список керівників держав 519 року — це перелік правителів країн світу 519 року.
Список керівників держав 518 року — 519 рік — Список керівників держав 520 року — Список керівників держав за роками

## Європа
- Айлех — Муйрхертах мак Ерке (489—534/536)
- Айргіалла — Деймін Дейм Аргат (? 514—565)
- Арморика — Мелю (501 — ?) або Рівал
- Боспорська держава — до 520 аристократичне керування під гуннським протекторатом
- Брихейніог — Рігенеу ап Райн (510—540)
- Брінейх — Кінгар ап Дівнуал (510 — ?)
- Королівство бургундів — Сигізмунд (516—524)
- плем'я вандалів — король Тразамунд (496—523)
- король вестготів — Амаларіх (511—531)
- Вессекс — Кердік (519—534)
- Візантійська імперія — Анастасій I (491—518)
- Королівство Гвент — Теудріг Святий (490—540)
- Королівство Гвінед — Кадваллон ап Ейніон (500—534)
- Гепіди — Елемунд (505? — 548)
- Дал Ріада — Комгалл мак Домангарт (507—538)
- Дівед — Гуртевір (495—540)
- Думнонія — Кадор ап Герайнт (514—530)
- Ебраук — Еліффер Творець Великого війська (500—560)
- Елмет — Лленног ап Масгвід (496—540)
- Ірландія — верховний король Муйрхертах мак Ерке (503/524-526)
- Король Італії — Теодоріх Великий (494—526)
- Кайр-Гвендолеу — Кейдіо ап Ейніон (505—550)
- Лазика — Дамназ (486—521)
- Морганнуг — Гвінліу Бородатий (480—523)
- Мунстер — Еохайд мак Енгуса (492—525)
- Королівство Пенніни — Пабо Опора Бритів (500—525)
- Король піктів — Галан I (510/514—518/526)
- Королівство Повіс — Пасген ап Кінген (500—530)
- Регед — Мейрхіон Гул (490—535)
- Королівство Сассекс — Кісса I (514—541)
- Королівство свевів — Герменерік II (510-ті); Ріциліан (? — 520)
- Стратклайд — Клінох ап Дінвал (508—540)
- король тюрингів Герменефред (507—534)
- Улад — Кайрелл мак Муйредайг Муйндерг (509—532)
- Уснех — Ардгал мак Конайлл (не раніше 516—520/523)
- Франкське королівство:
  - Австразія — Теодоріх I (511—533)
  - Суассонське королівство — Хлотар I (511—561)
  - Паризьке королівство — Хільдеберт I (511—558)
  - Орлеанське королівство — Хлодомир (511—524)
- Швеція — Оттар Вендельський Ворон (515—520)
- Святий Престол — папа римський — Гормізд (514—523)
- Візантійський єпископ — Іоанн II (518—520)

## Азія
- Близький Схід:
  - Гассаніди — Джабала IV ібн аль-Харіт (512—529)
  - Кінда — Аль-Харіт Талабан ібн Амр (489—528)
  - Лахміди — Аль-Мундір III ібн аль-Нуман (505/506 — 554)
- Іберійське царство — цар Дачі (502—534)
- Кавказька Албанія — марзпанство Персії (до 636)
- Індія:
  - Царство Вакатаків — ім'я невідоме (510 або 515—520)
  - Династія Вішнукундіна — Вікрамендра Варма I (502—527)
  - Західні Ганги — Дурвініта (495—535)
  - Імперія Гуптів — Нарасімагупта (515—530)
  - правитель ефталітів Міхіракула (502—520)
  - Держава Кадамба — Раві-варман (485—519); Харіварман (519—530)
  - Династія Майтрака — Дронасінха (499/500-520)
  - Раджарата — раджа Кумара Датусена (515—524)
- Індонезія:
  - Тарума — Кандраварман (515—535)
- Китай:
  - Туюхун (Тогон) — Муюн Фулянчоу (490—540)
  - Династія Північна Вей — Сяо-мін-ді (515—528)
  - Жужанський каганат — Юйцзюлюй Чоуну (508—520)
- Корея:
  - Кая (племінний союз) — ван Кйомджи (492—521)
  - Когурьо — тхеван (король) Мунджамьон (491—519); Анжан (519—531)
  - Пекче — король Мурьон (501—523)
  - Сілла — ісагим (король) Попхин Великий (514—540)
- Паган — король Таік Тенг (516—523)
- Персія:
  - Держава Сасанідів — шахіншах Кавад I (498—531)
- Середня Азія:
  - Гаоцзюй — Іфу (516—534)
- Фунанське королівство — Рудраварман I (514—550)
- Хим'яр — Юсуф Асар Ятар (517—525)
- Японія — Імператор Кейтай (507—531)

## Африка
- Королівство вандалів і аланів — Тразамунд (496—523)
- Мавро-римське царство — Масуна (508—535)

## Північна Америка
- Мутульське царство — Іш-Йок'ін (508/511-534)
- Баакульське царство — Акуль-Мо'-Наб I (501—524)
- Шукуупське царство — Б'алам-Не'н (504—532)